# NGC 6396
NGC 6396 је расејано звездано јато у сазвежђу Шкорпија које се налази на NGC листи објеката дубоког неба.
Деклинација објекта је - 35° 1' 33" а ректасцензија 17h 37m 36,2s. Привидна величина (магнитуда) објекта NGC 6396 износи 8,5. NGC 6396 је још познат и под ознакама OCL 1018, ESO 393-SC10.